# دندرميس
دندرميس أو الفأر المتسلق الأفريقي أو فأر الشجر أو دِرْمِيس (الاسم العلمي Dendromus)، جنس حيوانات لبونة قاضمة من الفأريات. أنواعه المعروفة 15 موطنها بعض أقاليم أفريقية الاستوائية والحارة. أجسامها صغيرة تطول من 22 إلى 26 سم. رؤوسها شبه مخروطية الشكل. سبالها كثيفة. أذانها شبه مستديرة. أثوابها إلى الربدة الشهباء تغبر وتبيض في البطن. ظهورها من القفن إلى قاعدة الذيل سوداء الخط الثبجي. تتسلق الأشار بخفة ومهارة. قوتها البزور والثمار والبراعم والجذور. أناثها تضع من 4 إلى 5 مرات في الحول وكل مرة من 4 إلى 5. الأدراص تبصر النور بعد أسبوع.